# Fuk
Fúk je vulgarizem, ki pomeni spolno občevanje. Glagol fukati verjetno izhaja iz pomena močno dihati, »delati fu«, sorodno s fučkanjem, ki pomeni žvižganje.
V žargonu ima beseda več pomenov, ki nimajo neposredne zveze s spolnim občevanjem:
- Zafukal sem stvar. (Zamočil sem stvar.)
- Čisto sem sfukan. (Utrujen sem.)
- Fukjen si. (Zmešan si.)

V slovenščini sicer žargonskemu izrazu bolj ustreza, prav tako vulgarna, beseda jebati (se).